# 稲村貫一郎
稲村 貫一郎（いなむら かんいちろう・1850年6月14日〈嘉永3年5月5日〉 - 1933年〈昭和8年〉4月13日）は日本の政治家、実業家。荻野吟子の最初の夫。

## 略歴
1850年6月14日（嘉永3年5月5日）、稲村弥五右衛門・ツネ夫妻の長男として生まれた。稲村家は古河藩の飛地であるこの辺りの支配を任され、苗字帯刀を許されるほどの、北埼玉有数の豪農であった。
貫一郎は少年の頃に古河藩に遊学し、また寺門静軒の両宜塾でも学んだ。
1867年（慶応3年）に名主（なぬし）役（熊谷デジタルミュージアムより）。
1868年（慶応4年）、荻野吟子（当時は荻野ぎん）と結婚。吟子が嫁いだ当時、古河藩士を父に持ち、日本を代表する女流南画家・奥原晴湖が戊辰戦争の難を逃れるため、稲村家に仮寓していた。
1869年（明治2年）、副戸長（熊谷デジタルミュージアムより）。
1870年（明治3年）、荻野吟子と協議離婚。原因は吟子に淋病をうつした為とされる。その後も吟子に援助を続けたと言われている。
1872年（明治5年）には、埼玉県初の民権運動結社・七名社（しちめいしゃ）の創立メンバーとなり、民権論的な討論を行い、製糸会社設立計画反対の建言書を提出するなど、県の政策にも提言した。郡制施行により郡吏となる（熊谷デジタルミュージアムより）。
1873年（明治6年）、埼玉郡酒巻村（現 行田市）の、中村勝右衛門の長女、美智と再婚。美智が33歳という若さで没し、その長井村大字江波（熊谷市妻沼）の名門、内田善衛の娘フサを後添えに迎えた（この、フサとの結婚式に、当時すでに女医になり荻野吟子と称していたぎんが、貫一郎の妹分として参列した。
1874年（明治7年）に戸長となり、1877年（明治10年）には県会へ進出。1882年（明治15年）に副議長就任。1887年（明治20年）に辞職。熊谷町に牧畜牛乳販売の愛生舎を開業し、熊谷銀行を創設すると同時に頭取に推され、熊谷貯蓄銀行も経営した。（熊谷デジタルミュージアムより）
1904年（明治37年）、上川上、上中条連合耕地整理事業を実施し、農民のために製縄機の貸付、副業としての杞柳栽培を企て、県物産品評会に柳行李を出品して受賞、埼玉県杞柳細工の端緒を作った。(熊谷デジタルミュージアムより)
1913年（大正2年）、日本赤十字社特別賞受賞。(熊谷デジタルミュージアムより)
1933年（昭和８年）4月13日、死去。